# إيمي ماثيوز (ممثلة)
إيمي ماثيوز (بالإنجليزية: Amy Mathews)‏ هي ممثلة أسترالية، ولدت في 29 مارس 1979 في ملبورن في أستراليا.

## وصلات خارجية
- الموقع الرسمي
- إيمي ماثيوز (ممثلة) على موقع IMDb (الإنجليزية)
- إيمي ماثيوز (ممثلة) على موقع قاعدة بيانات الفيلم (الإنجليزية)
- إيمي ماثيوز (ممثلة) على موقع كينوبويسك (الروسية)